# Brett Favre
Brett Lorenzo Favre (* 10. října 1969) je bývalý americký hráč amerického fotbalu. Hrál na pozici Quarterbacka za týmy Atlanta Falcons (1991), Green Bay Packers (1992–2007), New York Jets (2008) a Minnesota Vikings (2009–2010). Patří k nejúspěšnějším hráčům historie, ve své kariéře v NFL (National football league) naházel 508 touchdownů, což byl rekord do 19. 10. 2014, kdy jej překonal Peyton Manning z Denver Broncos. Roku 1996 vyhrál s Green Bay Packers Super Bowl. Měl přezdívku The Gunslinger. V USA byl mimořádně populární, díky čemuž se roku 1998 objevil například ve filmu Něco na té Mary je.